# Tame (dansa)
El tame és una dansa típica i originària de la petita illa rocosa de Niue, aquesta es troba a la Polinèsia a l'Oceà Pacífic Sud.
Aquesta dansa és principalment per celebrar l'obertura d'una nova edificació o instal·lació, un aniversari o un casament. Aquesta dansa es pot acompanyar tant d'un ukelele com una guitarra, un teclat musical o algun altre instrument de percussió.
El ball és dut a terme amb homes i dones. Normalment, les dones ballen assegudes i els homes dempeus. Aquesta posició a la dansa no té res a veure amb l'estatus social, ja que, a Niue, tant homes com dones tenen la mateixa posició dins de la societat.
Aquesta dansa té la funció d'expressar el significat de la cançó i al que fa referència és per això mateix segons el significat del cant s'utilitzaran uns instruments o altres i, sobretot, es recorreran a unes accions artístiques corporals per a representar tot al vol o fa referència el cant. Sense cap mena de dubte, la dansa Tame és un art dansat que té per objectiu unir a diverses persones que senten el mateix i volen ensenyar-ho al món. És una manera de mostrar un pacte de pau entre els ciutadans, els habitants de la petita illa de Niue. El ball tot i tindre els seus orígens en un passat molt llunyà, es continua duent a terme i disfrutant a la societat de l'illa rocosa.
A causa del seu començament llunyà i la modernització, aquesta dansa típica ha anat experimentant canvis al llarg de la història, no autodestructius, sinó com a una nova manera de gaudir d'aquest ball i cant. Els mateixos habitants de Niue són els que han creat algun que altre remix amb el cant i, gràcies a la globalització, s'han pogut difondre pel món fent-la popular i aconseguint arribar a tots els continents mitjançant les xarxes socials, la televisió, la ràdio i els DVD i cintes de casset.